# Estintore

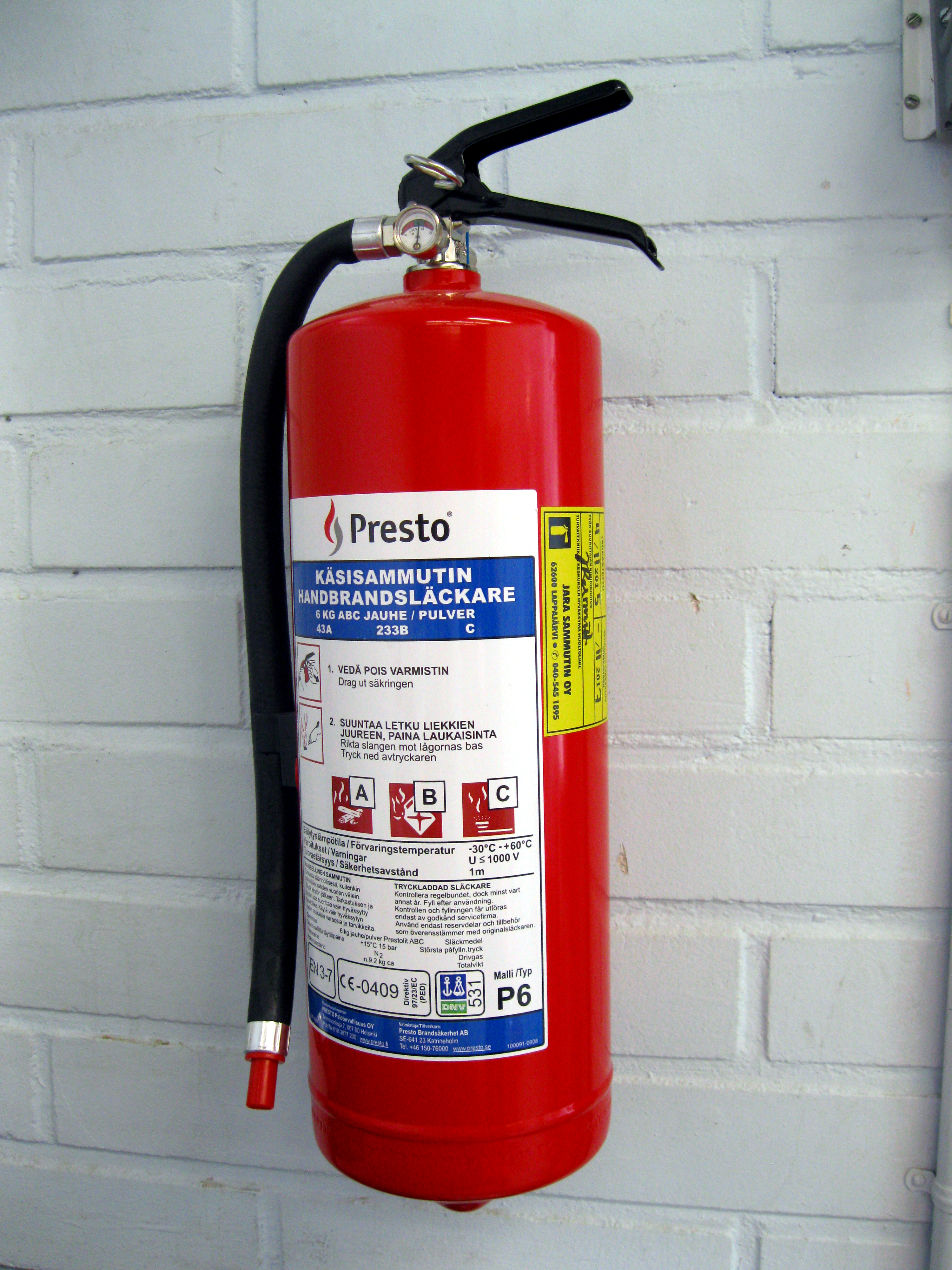
Un classico estintore a polvere.

L'estintore d'incendio è un apparecchio che contiene un agente estinguente che può essere espulso per effetto della pressione interna all'apparecchio e diretto su un incendio al fine di spegnerlo o contenerne l'estensione. Tale pressione può essere permanente oppure ottenuta dal rilascio di un gas ausiliario contenuto in una cartuccia.

## Storia

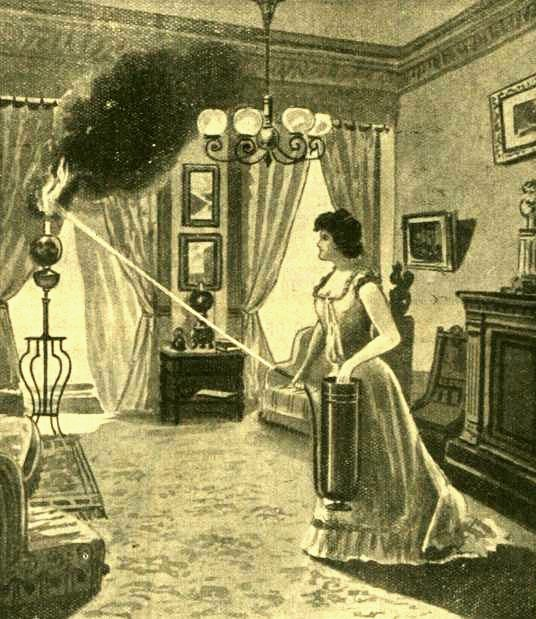
Una pubblicità statunitense del 1905 per estintori

Il primo estintore (portatile) di cui si ha notizia venne brevettato nel 1723 dal chimico Ambrose Godfrey: consisteva in una sorta di botte riempita di liquido estinguente con un contenitore in peltro riempito di polvere pirica. Un sistema di accensione faceva esplodere la polvere, spargendo quindi la soluzione. Si ha notizia del suo uso, in quanto il Bradley's Weekly Messenger del 7 novembre 1729, parlò della sua efficacia nell'estinguere un incendio a Londra.
L'estintore "moderno" fu inventato dal capitano britannico George William Manby nel 1818; era un serbatoio in rame da 3 galloni contenente una soluzione acquosa di carbonato di potassio, pressurizzato con aria compressa.
Il primo estintore "soda-acido" fu brevettato nel 1866 dal francese Francois Carlier, mescolando una soluzione acquosa di carbonato di sodio con acido tartarico, ottenendo schiuma e anidride carbonica gassosa, utilizzata come propellente. Un altro estintore "soda-acido" fu brevettato negli Stati Uniti nel 1881 da Almon M. Granger, in questo caso sfruttò la reazione tra una soluzione acquosa di carbonato di sodio e acido solforico. Una fiala di vetro contenente l'acido era sospesa nell'estintore contenente carbonato di sodio, l'azionamento dell'estintore poteva avvenire in due modi, nel primo caso la fiala veniva rotta, nel secondo veniva rimossa una paratia che normalmente divideva l'acido dal carbonato. In entrambi i casi, veniva prodotta anidride carbonica che fungeva da gas di espulsione.
L'estintore a pressione ausiliaria venne inventato nel 1881 dalla ditta inglese Read & Campbell, usando acqua o soluzioni acquose. In seguito, gli stessi svilupparono il "Petrolex", per uso automobilistico.

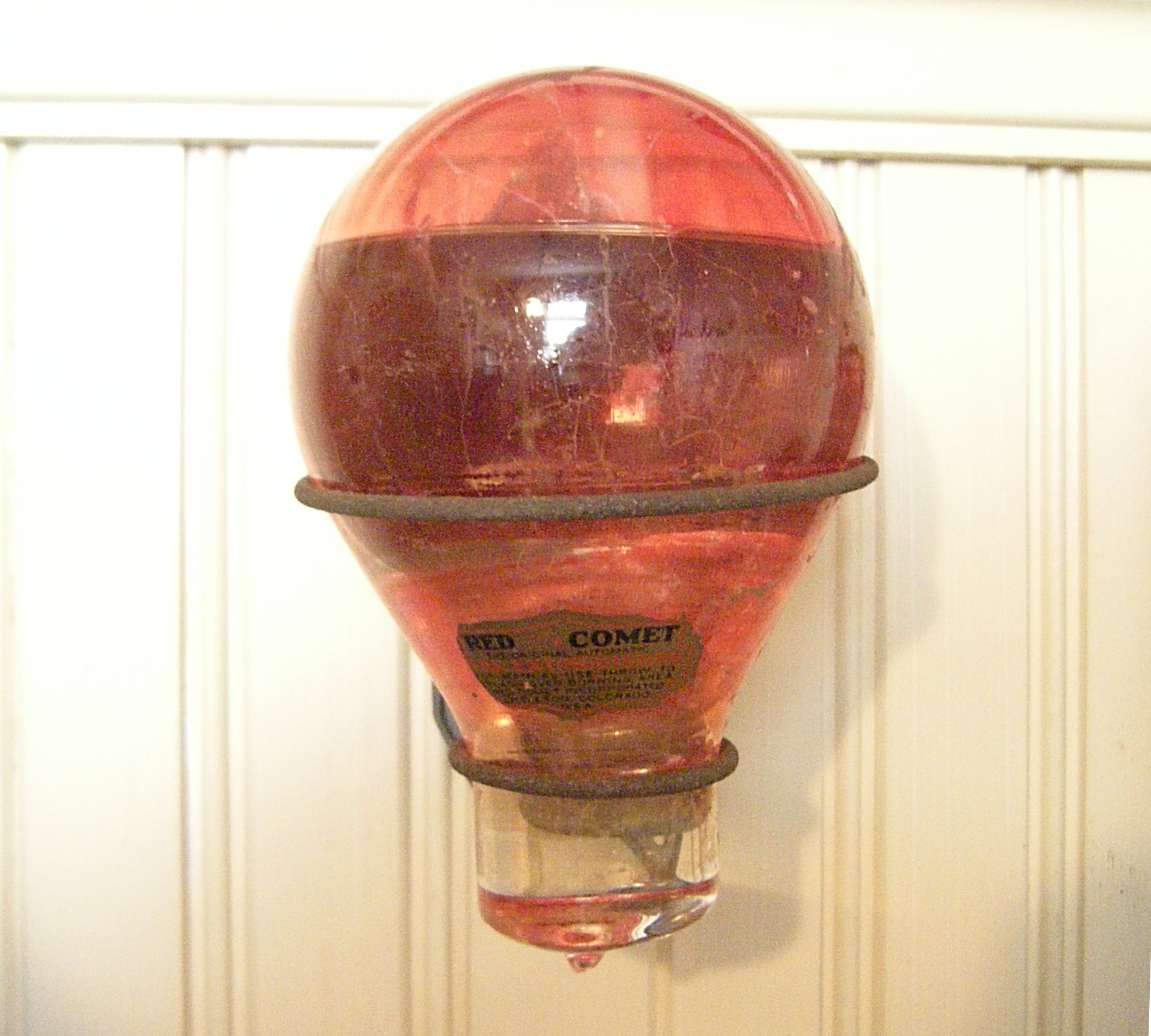
Un estintore in vetro tipo “bomba a mano”.

L'estintore a schiuma chimica fu inventato nel 1904 da Aleksandr Loran in Russia, basandosi sulla sua precedente invenzione della schiuma antincendio. Loran lo usò per spegnere una vasca di nafta; pur assomigliando ai modelli soda-acido, la schiuma prodotta era di maggiore resistenza. Il serbatoio principale conteneva una soluzione acquosa di carbonato di sodio, mentre quello interno una di solfato di alluminio. Mescolando le due soluzioni (di solito avveniva capovolgendo il serbatoio) i due liquidi reagivano formando una schiuma e anidride carbonica in fase gassosa, che espelleva la schiuma. Successivamente si usarono additivi (come estratti di liquirizia) come stabilizzanti, ma la schiuma veniva formata unicamente dalla reazione dei componenti sopracitati.
Nel 1910, la Pyrene Manufacturing Company di Delaware depositò un brevetto per un sistema a "tetra" (tetracloruro di carbonio - Halon 104). Vaporizzando il liquido sulla fiamma la estingueva per soffocamento. Nel 1911 brevettarono un piccolo estintore portatile con lo stesso agente estinguente, costituito da un piccolo serbatoio in ottone con una pompa a mano per espellere il liquido verso il fuoco. Le capacità erano di 1,1 litri o 0,6 litri, ma erano anche disponibili fino a 9 litri. Il contenitore non era pressurizzato, e quindi poteva essere facilmente ricaricato.

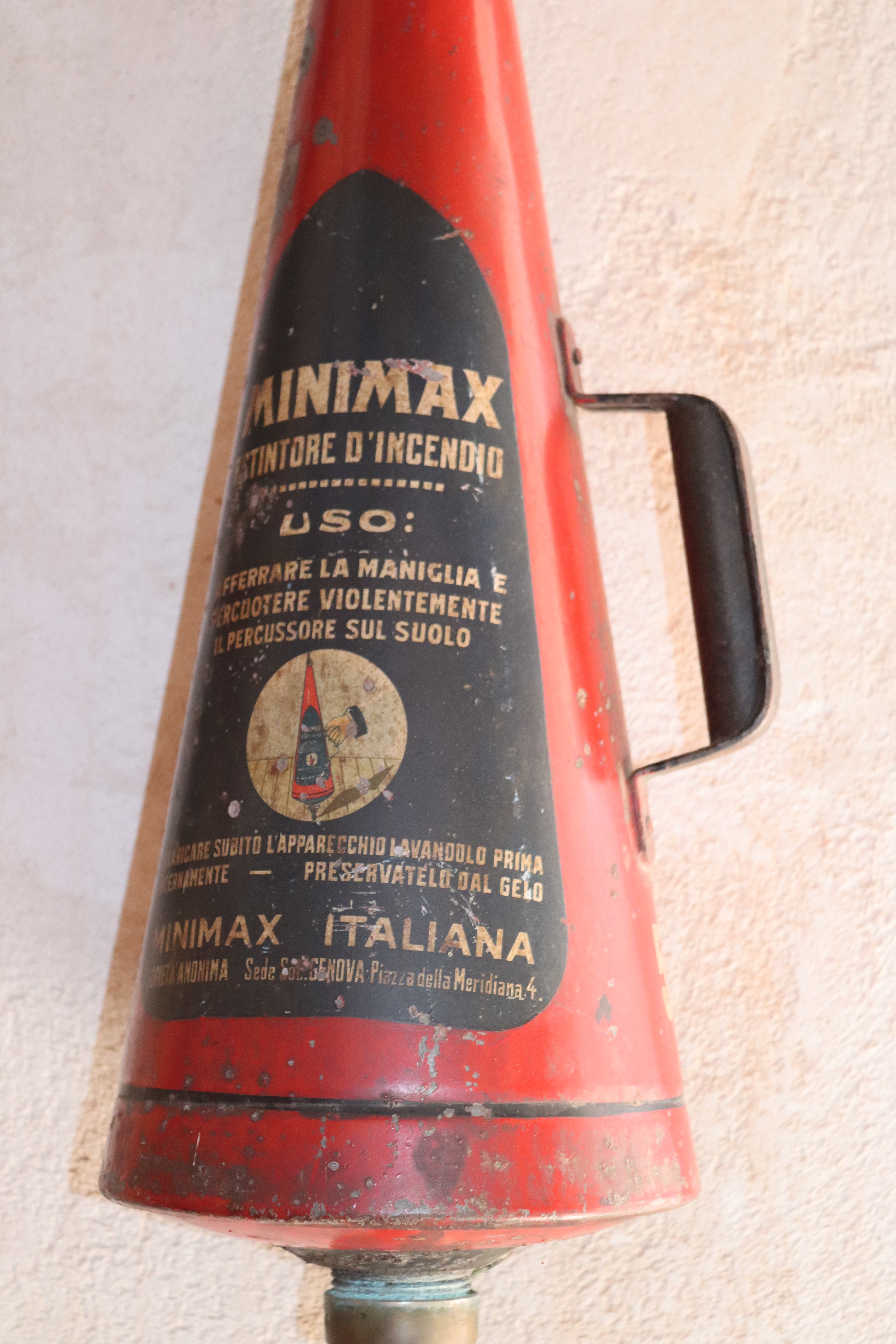
Estintore conico a schiuma degli anni '20 conservato al Museo Fisogni

Altro tipo di estintore a "tetra" fu la cosiddetta fire grenade, una sfera di vetro riempita con tetracloruro di carbonio, da lanciare alla base della fiamma (le prime usavano soluzioni saline, ma il "tetra" si dimostrò più efficace). Il "tetra" era adatto a fuochi di impianti elettrici e di liquidi infiammabili. Gli estintori a tetracloruro di carbonio vennero ritirati negli anni '50 a causa della tossicità; l'esposizione a tetracloruro di carbonio ad alte concentrazioni danneggia infatti il sistema nervoso e gli organi interni; inoltre quando è esposto ad alte temperature il tetracloruro di carbonio può convertirsi nel gas tossico fosgene.
Negli anni '40, in Germania fu inventato il liquido Halon 1011 (bromoclorometano - bromometano - bromuro di metile) per l'uso negli aerei. Più efficace del tetracloruro di carbonio, venne usato fino al 1969. Il bromuro di metile fu riconosciuto come agente estinguente negli anni '20 e fu usato soprattutto in Europa; altamente tossico, fu messo al bando definitivamente negli anni '60.
L'estintore a CO2 (anidride carbonica) fu introdotto da Walter Kidde Company nel 1924 su richiesta di Bell Telephone per un fluido non conduttivo utilizzabile su incendi nelle centrali telefoniche. Consisteva in una bombola contenente 7,5 libbre di CO2 con valvola a vite e manichetta in tela di ottone isolata con cotone, terminante con una sorta di ugello ad imbuto.
Nel 1928 DuGas (in seguito acquisita dalla Ansul) presentò un estintore a polvere a “pressione ausiliaria” caricato a bicarbonato di sodio, con speciali additivi per renderlo scorrevole e resistente all'umidità. Consisteva in un cilindro in rame con una cartuccia interna caricata con anidride carbonica. L'operatore doveva ruotare una valvola sopra l'estintore per perforare la cartuccia e quindi azionare una leva all'estremità della manichetta per rilasciare la polvere chimica. Questo fu il primo estintore adatto a fuochi di liquidi o gas di generosa estensione, ma rimase di uso limitato fino agli anni '50, quando entrarono sul mercato estintori per uso casalingo. Sempre negli anni '50 fu sviluppata la polvere ABC, la Super-K nei primi anni '60 e la Purple-K fu sviluppata dalla Marina Militare americana nei tardi anni '60.
Sempre negli anni '50 fu sviluppato l'Halon 1211 (BCF), mentre l'Halon 1301 (BTM) venne sintetizzato da DuPont de Nemours per l'esercito americano nel 1954.
Il fluobrene (Halon 2402) è stato prodotto per la prima volta 1969 presso gli stabilimenti Montecatini di Porto Marghera, venne sperimentato nei circuiti automobilistici di Monza ed Hockenheim. Durante il tragico incidente a Monza del 1978 la Squadra Corse della CEA estintori intervenne salvando la vita di numerosi piloti.

## Descrizione

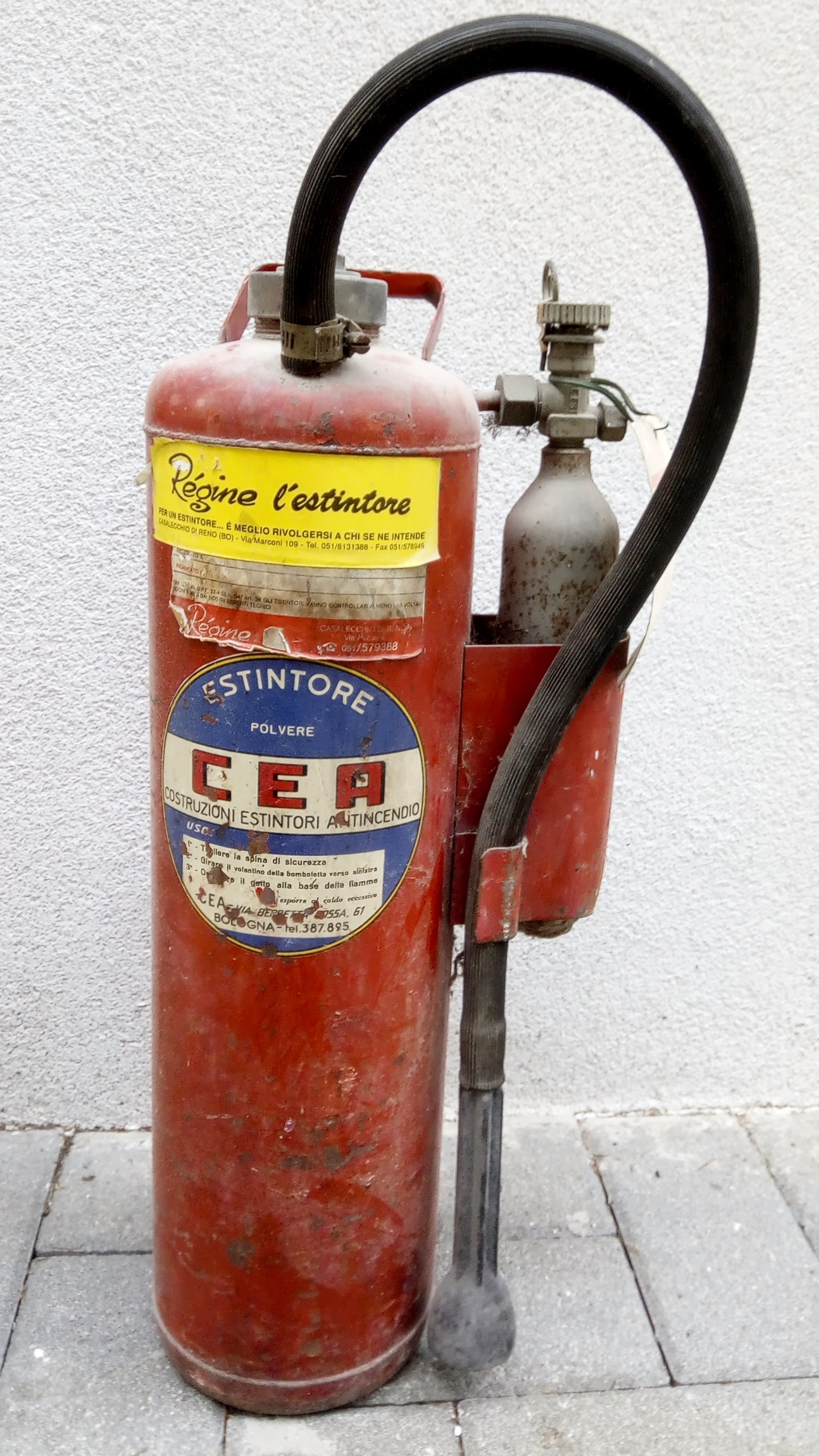
Vecchio estintore con maniglia e bombola propellente separata

Malgrado il fuoco sia sempre stato considerato un potenziale nemico e ci si sia adoperati già nell'antichità per la riduzione dei rischi di incendio e per la realizzazione di mezzi di estinzione, l'estintore è un prodotto relativamente recente, la cui invenzione risale al 1816 (George William Manby) e la cui diffusione è assai più recente, a partire dagli anni '30 del XX secolo.
In precedenza esistevano sistemi portatili di estinzione di piccole dimensioni, costituiti da pompe a mano in grado di inviare a distanza getti d'acqua, ma si trattava di mezzi di scarsa efficacia, in quanto la potenza erogata da un uomo adulto, dell'ordine di 300 W, non consentiva un uso efficace dell'acqua, unico agente estinguente disponibile al tempo.
Lo sviluppo di agenti estinguenti diversi dall'acqua e la realizzazione di serbatoi leggeri e resistenti a pressioni elevate, che consentivano il lancio dell'agente estinguente a grande distanza mediante gas compressi, hanno permesso la realizzazione degli estintori come li conosciamo oggi.
L'estintore, se impiegato tempestivamente e correttamente su un principio d'incendio (ad esempio all'interno di un edificio, su un veicolo a motore, ecc.), entro i limiti della sua capacità estinguente, consente di contenere i danni materiali e tutelare l'incolumità delle persone.

### Componenti

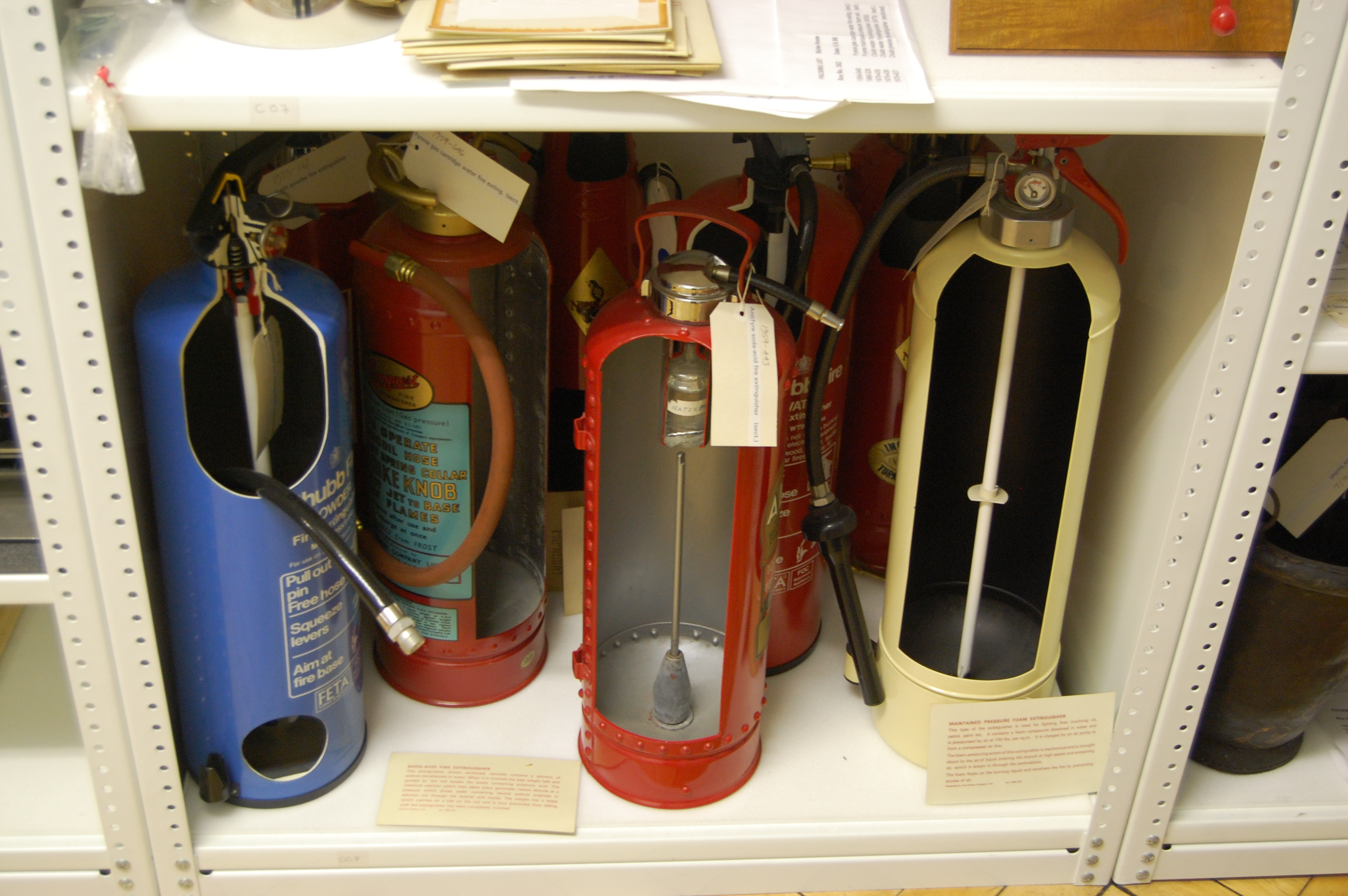
Estintori sezionati per vedere le parti interne.

Un estintore è in genere costituito dai seguenti componenti:
- uno o più serbatoi per contenere l'agente estinguente, il propellente o ambedue;
- una valvola atta ad intercettare e/o regolare il flusso dell'agente estinguente;
- una manichetta, che consiste in un tubo flessibile che consente l'indirizzamento dell'agente estinguente nelle direzioni opportune (questa può mancare negli estintori di piccola taglia, fino a 3 kg);
- un agente estinguente che, spruzzato o sparso o comunque posto a contatto del fuoco, interagisce con questo spegnendolo o limitandolo;
- un eventuale propellente gassoso, atto all'espulsione dell'agente estinguente.

Il serbatoio è normalmente in materiale metallico (acciaio o alluminio nella maggior parte dei casi), ottenuto per calandratura, imbutitura e saldatura o per estrusione, e poggia su una base, che può essere integrale al serbatoio o applicata esternamente, ma è comunque necessaria per consentire un appoggio stabile a terra. Una ghiera, di solito filettata internamente, consente la connessione alla valvola.
La valvola è in linea di massima composta da:
- un corpo, normalmente in ottone stampato, alluminio fuso o resine tecniche ad alta resistenza;
- una maniglia di sollevamento
- una leva di azionamento
- un eventuale manometro o altro indicatore di pressione, presente solo nel caso di estintori a pressione permanente
- una sicura per evitare azionamenti non intenzionali
- un tubo pescante.

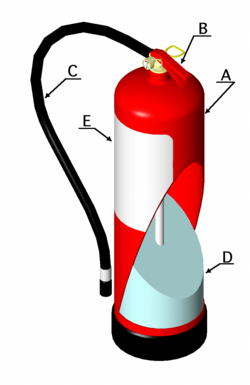
Sezione di un estintore portatile a polvere. A: serbatoio contenente l'agente estinguente e il propellente; B: valvola; C: manichetta; D: agente estinguente; E: etichetta.
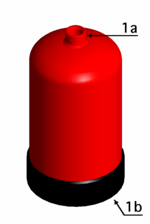
Serbatoio per estintore portatile. 1a: ghiera; 1b: base.
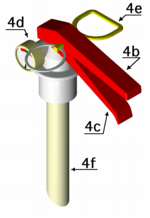
Valvola di un estintore portatile. 4b: maniglia di sollevamento; 4c: leva di azionamento; 4d: manometro; 4e: sicura; 4f: tubo pescante.

## Classificazione
Gli estintori si possono classificare secondo:
- tipo di agente estinguente
- carica di agente estinguente
- tipi di fuoco e classe di fuoco
- sistema di propulsione
- trasportabilità
- tipo di azionamento.

### Classificazione per tipo di agente estinguente
Vi sono essenzialmente tre tipi di agenti estinguenti, che agiscono rispettivamente per soffocamento, per raffreddamento o per reazione chimica; tali azioni possono essere (e sono in genere) combinate.
- Sono agenti per soffocamento quelli che impediscono il contatto tra il materiale combustibile ed il comburente, quali i gas inerti (soprattutto l'anidride carbonica e l'azoto), i sali fusi che solitamente fondono alle temperature delle fiamma, e creano uno strato fluido, poi raffreddato, che copre il combustibile: caso tipico, il cloruro di sodio, usato per spegnere fuochi di metalli. Ne sono esempio anche gli schiumogeni, prodotti che, in vari modi, creano una schiuma abbastanza leggera da formare uno strato isolante tra il combustibile (ad esempio un liquido infiammabile) e il comburente (ossigeno nell'aria) e abbastanza compatta da non permettere la rottura dello strato.
- Sono agenti per raffreddamento quei composti atti a sottrarre calore al combustibile, per farlo scendere sotto la temperatura di accensione (soprattutto l'acqua, ma anche la neve di anidride carbonica)
- Sono agenti per reazione chimica quelli che reagiscono direttamente col combustibile, andando a bloccare le reazioni a catena che si verificano durante la combustione (catalisi negativa). Ne sono esempi tipici le polveri chimiche (in minima parte) e gli idrocarburi alogenati, detti anche halon, banditi a causa della loro alta nocività per lo strato di ozono stratosferico. Per questi ultimi esistono dei sostituti a basso impatto ambientale, si tratta però di estinguenti molto costosi e con efficienza limitata.

Gli agenti estinguenti più comunemente usati negli estintori sono:
- acqua
- anidride carbonica
- schiuma
- polvere chimica
- idrocarburi alogenati

#### Acqua
L'acqua, tipico agente per raffreddamento che però, vaporizzando grazie al calore fornito dalla combustione, cambia di stato fisico in vapore, che ha una certa azione di soffocamento.
Sono stati realizzati anche sistemi di estinzione a nebbia (water mist), sostanzialmente degli spruzzatori di gocce estremamente sottili, tali da creare una sospensione in aria (aerosol) con forte rilascio di vapore d'acqua, avente effetto soffocante.
L'acqua non è tossica, è poco costosa e facilmente reperibile, ma non è utilizzabile, tranne in forma nebulizzata, nello spegnimento di incendi di idrocarburi leggeri, in quanto questi galleggerebbero sull'acqua, ristabilendo il contatto con l'ossigeno (che alimenta la combustione, fungendo da comburente) e creando anche pericolosi fenomeni di boilover. Non è utilizzabile neanche su apparecchiature elettriche e elettroniche, né a temperature inferiori a 0 °C, salvo aggiunta di additivi anticongelanti.

#### Schiuma
Gli estintori idrici a schiuma contengono una soluzione acquosa di prodotti schiumogeni, denominati AFFF (acronimo di Aqueous Film Forming Foam), che uniscono il potere raffreddante dell'acqua alle capacità soffocanti della schiuma. Sono molto simili agli estintori a schiuma, variando nella composizione chimica e percentuale dello schiumogeno e sono muniti di una lancia a "doccetta", necessaria per migliorare la sottrazione di calore. Hanno impiego principale sui fuochi di idrocarburi (classe B), di tessili, carta e legno (classe A), unendo l'attività raffreddante dell'acqua a quella isolante del film. A causa dell'alto contenuto di acqua (97%) possono provocare danni e incidenti durante l'uso su apparecchiature elettriche (anche se gli estintori, mediante particolari accorgimenti, possono a volte consentirne l'uso senza pericolo per l'operatore, entro determinati limiti di tensione e distanza minima). Inefficaci su fuochi di classe C, sono fortemente controindicati su quelli di classe D per sviluppo di gas infiammabili o tossici. Hanno gittata limitata, ma in totale visibilità e tempo di scarica prolungato (qualche decina di secondi)
Gli schiumogeni, in realtà poco usati negli estintori e molto più nelle installazioni fisse e sui grandi mezzi mobili di spegnimento, sono soluzioni acquose contenenti forti tensioattivi ed altri additivi (negli estintori la schiuma è unicamente di tipo AFFF). Attraverso una lancia, il liquido si espande miscelandosi con l'aria (effetto Venturi), generando una schiuma leggera a bassa espansione in grado di galleggiare sugli idrocarburi ed isolarli dal contatto con l'aria, combinando l'azione di soffocamento col potere raffreddante dell'acqua. Sono usati quasi esclusivamente su fuochi di idrocarburi (classe B), ma presentano una discreta efficacia anche su quelli di classe A. Totalmente inefficaci su fuochi di classe C, D, E; questi ultimi per rischio di folgorazione. Come per gli estintori idrici, hanno medesima gittata e durata.

#### Anidride carbonica

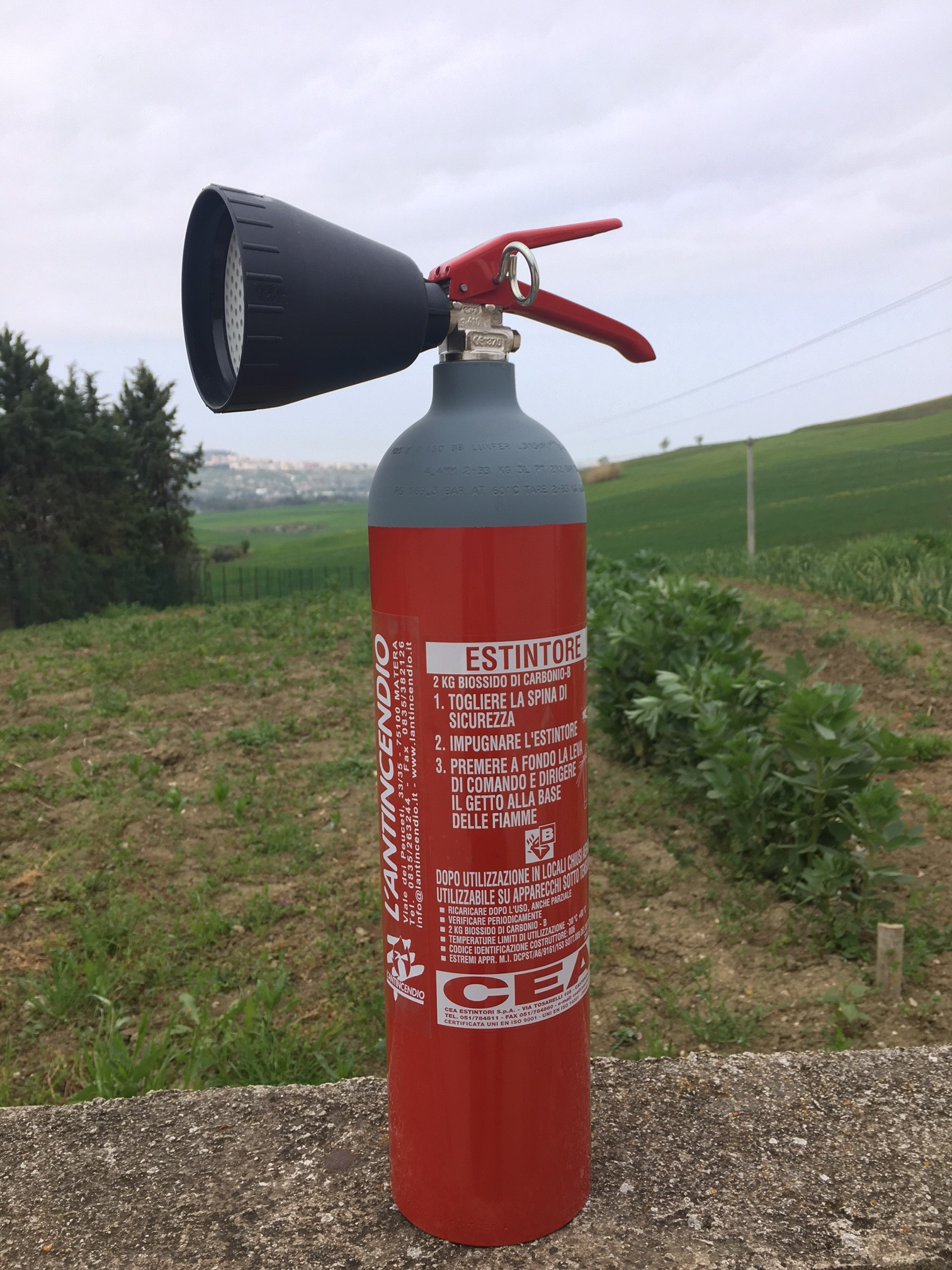
Estintore a biossido di carbonio

L'anidride carbonica (CO2), normalmente conservata in recipienti sotto pressione allo stato liquido, viene utilizzata efficacemente su apparecchiature elettriche in tensione e su fuochi di classe B e C.
Il rilascio di anidride carbonica liquida (subito trasformata dal contatto con l'atmosfera in "neve carbonica"), il brusco abbassamento di temperatura (-78 °C) e la forte sottrazione di ossigeno permettono di abbattere le fiamme con rapidità senza lasciare residui (i cristalli di neve carbonica sublimano infatti dopo poco tempo). Di contro tali estintori hanno una ridotta efficacia all'aperto, gittata limitata e non sono efficaci su fuochi di classe A. Presentano inoltre un rischio, seppure basso, di asfissia per deficienza di ossigeno e ustione da freddo per shock termico. Sono fortemente controindicati su fuochi di classe D per rischio esplosioni o reazioni violente e su apparecchiature che risentano dello shock termico.

#### Polveri chimiche
Le polveri chimiche sono probabilmente l'agente estinguente più usato. Hanno caratteristiche particolari, in quanto si modificano chimicamente per azione del calore e liberano gas inerti, dando un residuo incombustibile o addirittura attivo. La tipologia più diffusa, per la sua universalità d'impiego e l'elevata efficacia, è la cosiddetta "polvere polivalente" (conosciuta anche come "polvere ABC", in quanto è in grado di spegnere gli incendi di tutte le classi tranne la D); è composta prevalentemente da fosfato d'ammonio in percentuale compresa tra il 40% (polvere standard) ed il 90% (alta capacità estinguente).
Il rapido abbattimento delle fiamme, la lunga gittata, la buona durata e la polivalenza rendono questi estintori i più diffusi sul mercato. Di contro vi è la limitata visibilità durante la scarica, l'irritazione delle vie aeree dovute al respiro di polveri durante l'uso (se poco addestrati in locali chiusi) e l'essere sporchevole (le microparticelle di polvere s'infiltrano dappertutto costringendo a una pulizia meticolosa per eliminarne ogni parte). Sono controindicati su apparecchiature delicate.
Di uso più limitato della polvere ABC sono l'urea (polveri Monnex) e il bicarbonato di potassio (polveri Purple-K), denominate "polveri BC ad altissima capacità estinguente"; tali polveri sono utilizzate nell'industria petrolchimica e negli aeroporti per la loro eccezionale efficacia sui fuochi di combustibili liquidi e gassosi unita alla velocità di abbattimento; non sono invece efficaci su materiale solido.
Il cloruro di sodio è una polvere di uso speciale, efficace sui fuochi generati da metalli di classe D (sodio, magnesio, alluminio), che soffoca fondendo e ricostituendo una crosta impermeabile.
Il bicarbonato di sodio è anch'esso un estinguente, prodotto base delle polveri BC ad ordinaria capacità estinguente, ormai in disuso.

#### Idrocarburi alogenati

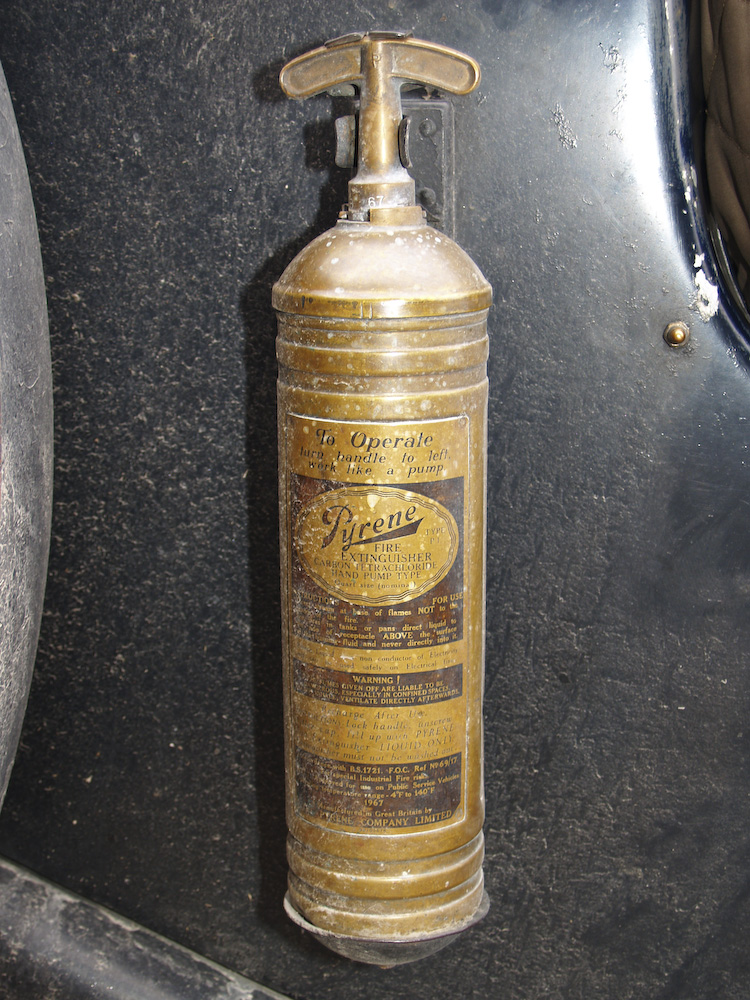
Estintore a tetracloruro di carbonio degli anni '30

Gli idrocarburi alogenati furono tra i primi composti estinguenti usati negli estintori. Alcuni modelli vennero messi in commercio già nei primi del Novecento, riempiti di tetracloruro di carbonio, successivamente rimpiazzati da agenti meno tossici e più efficaci. Hanno avuto un momento di successo tra il 1970 e il 1990, per le loro caratteristiche di grande efficacia di spegnimento e totale assenza di residui. Sono sostanzialmente dei derivati paraffinici alogenati, composti da catene di atomi di carbonio legati ad un alogeno tra fluoro (F), cloro (Cl) o bromo (Br).
Sono denominati commercialmente Halon seguiti da numeri di 3 o 4 cifre rappresentanti il numero di atomi, nell'ordine, di carbonio, fluoro, cloro, bromo. Ad esempio il tetracloruro di carbonio (CCl4) è detto "Halon 104", mentre l'Halon 1301 è il bromotrifluorometano, l'Halon 1211 è il bromoclorodifluorometano (o BCF), l'Halon 2402 è il tetrafluorodibromoetano (o Fluobrene).
Messi al bando in tutto il mondo per la forte attività antagonista alla formazione dello strato di ozono stratosferico a seguito dei protocolli di Montréal e di Copenaghen, gli idrocarburi alogenati sono stati sostituiti dai cosiddetti HCFC (clorofluorocarburi idrogenati), come il decabromodifeniletano, di scarso successo perché molto costosi e con limitata capacità estinguente, ma non dannosi per l'alta atmosfera.

### Classificazione per carica di agente estinguente
| Estinguente/Massa | Polvere | Anidride carbonica | Idrico | Schiuma | Clean Agent e Halon | Note |
| ----------------- | ------- | ------------------ | ------ | ------- | ------------------- | --- |
| 1 kg o dm³        | Sì      | No                 | No     | No      | Sì                  | Per autovetture e piccole imbarcazioni, di limitata efficacia                                                  |
| 2 kg o dm³        | Sì      | Sì                 | Sì     | Sì      | Sì                  | Dimensione generalmente usata per estintori ad anidride carbonica, valgono le stesse condizioni del precedente |
| 3 kg              | Sì      | No                 | Sì     | No      | No                  | Per autovetture, imbarcazioni e veicoli commerciali leggeri                                                    |
| 4 kg              | Sì      | No                 | No     | No      | Sì                  | Come il precedente                                                                                             |
| 5 kg              | No      | Si                 | No     | No      | No                  | Dimensione unicamente usata per gli estintori ad anidride carbonica                                            |
| 6 kg o dm³        | Sì      | No                 | Sì     | Sì      | Sì                  | Il più comune, presenta buona maneggevolezza e capacità di spegnimento                                         |
| 9 kg o dm³        | Sì      | No                 | Sì     | Sì      | No                  | Facilmente reperibile, capacità di spegnimento migliore rispetto al precedente (a parità di estinguente)       |
| 12 kg             | Sì      | No                 | No     | No      | No                  | Come sopra ma di migliore capacità, indicato per grossi impianti                                               |
| 18 kg             | No      | Sì                 | No     | No      | No                  | Carrellato, esclusivamente ad anidride carbonica                                                               |
| 27 kg             | No      | Sì                 | No     | No      | No                  | Carrellato, esclusivamente ad anidride carbonica                                                               |
| 30 kg             | Si      | No                 | No     | No      | No                  | Carrellato, esclusivamente a polvere                                                                           |
| 50 kg o dm³       | Sì      | No                 | No     | Sì      | No                  | Carrellato, utilizzato anche in sistemi Twin Agents                                                            |
| 54 kg             | No      | Sì                 | No     | No      | No                  | Carrellato, esclusivamente ad anidride carbonica (bibombola 2 × 27 kg o monobombola da 54 kg)                  |
| 100 kg o dm³      | Sì      | No                 | No     | Sì      | No                  | Carrellato, utilizzato anche in sistemi Twin Agents                                                            |

Gli estintori possono suddividersi in due tipologie, già pressurizzati (denominati a «pressione permanente») o in versione da pressurizzare al momento dell'uso attraverso una bombolina di propellente (estintori a «pressione ausiliaria»). Questa classificazione non vale per gli estinguenti a pressione propria, come l'anidride carbonica, dove lo stesso estinguente è presente anche in fase gassosa. Negli estintori portatili la bombolina è caricata con anidride carbonica e può essere interna o esterna al serbatoio, mentre i carrellati a pressione ausiliaria sono equipaggiati con una piccola bombola esterna di azoto.
Gli estintori carrellati twin agents vengono adottati in luoghi ad altissimo rischio d'incendio, dove è richiesto un veloce e potente abbattimento delle fiamme in tempi brevi. Questa tipologia di estintori è formata da un carrello che sostiene tre bombole, due di estinguente di pari capacità (una di schiuma e una di polvere) e l'altra di azoto, più piccola, in modo da pressurizzare le bombole solo al momento dell'uso. Il tutto termina con un doppio tubo attaccato ad una speciale lancia combinata.
Oltre agli estintori propriamente detti, ovvero portatili e carrellati, esistono unità estinguenti con cariche superiori, ma si tratta in genere di mezzi semoventi o su rimorchio, quindi non classificabili come estintori. Le unità estinguenti possono anche essere integrate all'interno degli automezzi antincendio.

### Classificazione per tipi di fuoco
L'estintore può contenere agenti estinguenti diversi, e questi possono avere efficacia su diversi tipi di fuochi. Di conseguenza esistono delle classificazioni dei tipi di fuoco, che non sono univoche a livello internazionale. Le principali classificazioni dei tipi di fuoco sono indicate nella tabella di corrispondenza seguente:
| Europa             | Regno Unito | Australia/Asia | Stati Uniti | Combustibile/sorgente di calore |
| ------------------ | ----------- | -------------- | ----------- | ------------------------------- |
| Classe A           | Classe A    | Classe A       | Classe A    | Combustibili solidi ordinari    |
| Classe B           | Classe B    | Classe B       | Classe B    | Liquidi infiammabili            |
| Classe C           | Classe C    | Classe C       | Classe B    | Gas infiammabili                |
| Classe D           | Classe D    | Classe D       | Classe D    | Metalli combustibili            |
| (non classificati) | Classe E    | Classe E       | Classe C    | Apparecchiature elettriche      |
| Classe F           | Classe F    | Classe F       | Classe K    | Oli o grassi da cucina          |

#### In Europa
Il Comitato europeo di normazione (CEN) ha definito i seguenti tipi di fuoco a seconda del tipo di combustibile:
- fuochi di classe A: generati da combustibili solidi quali legno, carta, pelli, gomma e derivati, tessili, con l'esclusione dei metalli;
- fuochi di classe B: generati da combustibili liquidi, quali idrocarburi, alcol, solventi, oli minerali grassi, eteri, benzine e simili, e da solidi liquefabili;
- fuochi di classe C: generati da combustibili gassosi, quali idrogeno, metano, butano, acetilene, propilene;
- fuochi di classe D: generati da metalli combustibili quali potassio, sodio e loro leghe, magnesio, zinco, zirconio, titanio e alluminio in polvere. Essi bruciano sulla superficie metallica a temperatura molto elevata, spesso con fiamma brillante. Dal punto di vista normativo, non esiste un focolaio standard su cui eseguire prove per il riconoscimento della classe D, ma il costruttore dell'apparecchio deve dichiarare, sotto la propria responsabilità, l'idoneità dell'estintore per questa classe di fuoco. Le norme ISO prevedono una classificazione maggiormente dettagliata, che distingue ad esempio tra metalli liquidi e solidi.
- fuochi di classe F (classe introdotta con la norma EN 2 del 2005): generati da oli e grassi in apparecchi per la cottura;

È poi definita una classe di fuoco E (non prevista dalla classificazione CEN), indicante l'utilizzabilità dell'estintore su apparecchiature elettriche in tensione, quali trasformatori, alternatori, interruttori, quadri elettrici.
I tipi di fuoco appaiono sull'estintore raffigurati mediante pittogrammi, che sono illustrati nel paragrafo relativo alle norme EN 3. La classe E non è indicata tramite pittogramma, ma attraverso la scritta «UTILIZZABILE SU APPARECCHI ELETTRICI IN TENSIONE».
La norma EN 3 riconosce anche in Italia la classe F, attualmente associata ad estintori a base idrica con speciali additivi ad azione filmante; questi estintori sono spesso dotati di lancia prolungata per intervenire con maggiore sicurezza.
La norma EN 3 non richiede, per gli estintori a biossido di carbonio, la prova di spegnimento per la classe C e la colorazione grigia della parte superiore delle bombole per estintori portatili. Queste caratteristiche erano invece richieste con la normativa precedente (D.M. 20/12/82).

Pittogramma per fuochi di classe A (combustibili solidi)
Pittogramma per fuochi di classe B (combustibili liquidi infiammabili)
Pittogramma per fuochi di classe C (combustibili gassosi)
Pittogramma per fuochi di classe D (combustibili metallici)
Pittogramma per fuochi di classe E (apparecchi elettrici - non più utilizzato)
Pittogramma per fuochi di classe F (oli e grassi da cucina)

#### Negli Stati Uniti
Negli Stati Uniti gli estintori sono contrassegnati da pittogrammi che raffigurano i tipi di incendi per i quali l'estintore è omologato. In passato gli estintori erano contrassegnati con simboli geometrici colorati e alcuni estintori utilizzano ancora entrambi i simboli. I tipi di incendio sono descritti nella norma NFPA 10: Standard for Portable Fire Extinguishers e non corrispondono completamente con le classi di fuoco definite in Europa.
| Classe di incendio | Simbolo geometrico | Simbolo geometrico | Pittogramma | Uso previsto                           |
| ------------------ | ------------------ | ------------------ | ----------- | -------------------------------------- |
| A                  |                    |                    |             | Combustibili solidi ordinari           |
| B                  |                    |                    |             | Liquidi e gas infiammabili             |
| C                  |                    |                    |             | Apparecchiature elettriche in tensione |
| D                  |                    |                    |             | Metalli combustibili                   |
| K                  |                    |                    |             | Oli e grassi                           |

#### Classi di fuoco
La classe di fuoco è un volume o dimensione nominale di combustibile, di un certo tipo che l'estintore riesce a spegnere. Le classi sono definite:
- come volume di liquido in vasche di dimensioni standard, per i fuochi di combustibile liquido,
- come lunghezza in decimetri di una catasta di quadrotti di legno di una dimensione definita, per i fuochi di combustibili solidi;

Le dimensioni sopra descritte sono standardizzate, e seguono la successione di Fibonacci:
1 2 3 5 8 13 21 (27) 34 (43) 55 (70) 89 (113) 144 (183) 233, dove i valori 1, 2 e 3 non vengono usati, e i valori 5 e 43 sono usati solo per i fuochi di tipo A. I valori 27, 43, 70, 113 e 183, che non sono elementi dalla successione di Fibonacci, sono stati mantenuti per tradizione.
Vi saranno quindi estintori ad esempio di classe 21A 144B, designazione che mostra come l'estintore, se utilizzato con perizia ed in condizioni standard, sia in grado di spegnere un fuoco di una catasta di legno lunga 2100 mm, ed una vasca circolare contenente 144 litri di liquido (parte inferiore acqua, superiore n-eptano).
Non sono invece definite classi per i fuochi di tipo C: le norme richiedono unicamente la capacità di interrompere la fiamma generata da un bruciatore di GPL di dimensioni standard, senza distinguere dimensioni o altre grandezze. L'estintore sopra citato, se in grado di estinguere il fuoco standard di gas, avrà designazione 21A 144 B C. I fuochi di tipo D non sono definiti dalle norme, mentre per il tipo E viene unicamente definita una prova dielettrica che dimostri la capacità di non condurre elettricità da una sorgente elettrica all'operatore dell'estintore.
Ad esempio, un buon estintore a polvere polivalente da 6 kg di massa estinguente avrà classe 34A 233B; un buon estintore ad anidride carbonica da 5 kg classe 113B; l'estintore per l'automobile, se estingue solo i fuochi di benzina, 55B o, se è in grado di estinguere anche fiamme provenienti dalla tappezzeria o selleria, 8A 55B.
Nel caso di estintori di grandi dimensioni di tipo carrellato, pur mantenendo la stessa definizione per i tipi di fuoco, le classi sono definite in modo diverso. In considerazione delle grandi capacità, si considera per i fuochi di tipo A solo la capacità di estinguere un fuoco di legna di determinate dimensioni entro un tempo massimo, e per i fuochi di liquidi il tempo di estinzione di una vasca da 233 litri. Avremo quindi designazioni del tipo A - B1, che mostra che l'estintore è in grado di spegnere sia la catasta di legno che la vasca, e questa in un tempo breve, B2 significa un tempo più lungo, e così via; ovviamente un estintore B1 è preferibile a un B2.

### Classificazione per tipo di propellente
La quasi totalità degli estintori espelle l'agente estinguente mediante l'utilizzo di gas propellenti. Non vengono infatti considerati estintori gli apparecchi come gli spruzzatori d'acqua a pompa, pure utilizzati nello spegnimento dei fuochi boschivi (alcuni di essi, in effetti, pompano aria che espelle l'acqua, e quindi ricadono nel caso precedente).
Alcuni agenti estinguenti sono autopropulsori, e il caso tipico (e praticamente l'unico) è l'anidride carbonica, che viene conservata in bombole ad alta pressione allo stato liquido (purché si resti al di sotto della temperatura critica). Poiché a pressione atmosferica e a temperature ordinarie l'anidride carbonica è allo stato gassoso, la stessa – che è anche l'agente estinguente – esce dall'estintore per semplice differenza di pressione. Tutti gli altri agenti estinguenti, invece, necessitano di un gas propellente.
Benché venga spesso usata l'aria, che contiene il comburente ossigeno, come propellente (pratica consentita dalle norme), i migliori propellenti sono ovviamente i gas inerti, e tra questi vengono utilizzati l'azoto e, ancora, l'anidride carbonica; molto raramente elio e argon; l'elio viene talvolta usato usando la semplicità del suo tracciamento per via spettroscopica allo scopo di rivelare fughe in fase di costruzione o manutenzione. In genere, l'azoto o l'aria vengono utilizzati a contatto permanente con l'agente estinguente (estintori a pressione permanente o pressurizzati), mentre l'anidride carbonica è spesso conservata in bombolette chiuse e messa in contatto con l'agente estinguente solo immediatamente prima dell'uso (estintori a bombolina interna/esterna). Ciascuno dei due sistemi ha i propri vantaggi e svantaggi: in linea di massima, gli estintori a bombolina permettono di non avere contenitori sottoposti a pressione in posizioni atte a ricevere urti (vi è ad esempio un rischio potenziale per estintori montati su mezzi mobili, quali camion e simili, benché le norme richiedano particolari verifiche per scongiurare il pericolo). D'altra parte, l'estintore a pressione permanente è di costruzione più semplice (e quindi più sicura) e meno costoso.
In passato sono stati utilizzati come propellenti gas liquefatti in pressione, in particolare il freon 11 e il freon 12 – spesso in miscela – che avevano il vantaggio di essere praticamente inerti o addirittura debolmente estinguenti, conservabili a bassa pressione e quindi utilizzabili con serbatoi commerciali di grandissima diffusione (e basso costo) come le bombolette spray. Negli anni 1970 vi è stata grande produzione di estintori di questo tipo, con agente estinguente polvere o, in seguito, Halon. La messa al bando dei freon (e degli Halon), inibitori della formazione di ozono, e l'introduzione di norme che hanno regolato il mercato, una volta selvaggio, degli estintori, ne hanno in pratica decretato la fine.
Vi è infine la possibilità teorica di azionamento dell'estintore con gas propellente generato da cariche esplosive di tipo pirotecnico, sul modello di pressurizzazione degli airbag ma sono tuttora allo stato sperimentale.

### Classificazione per trasportabilità

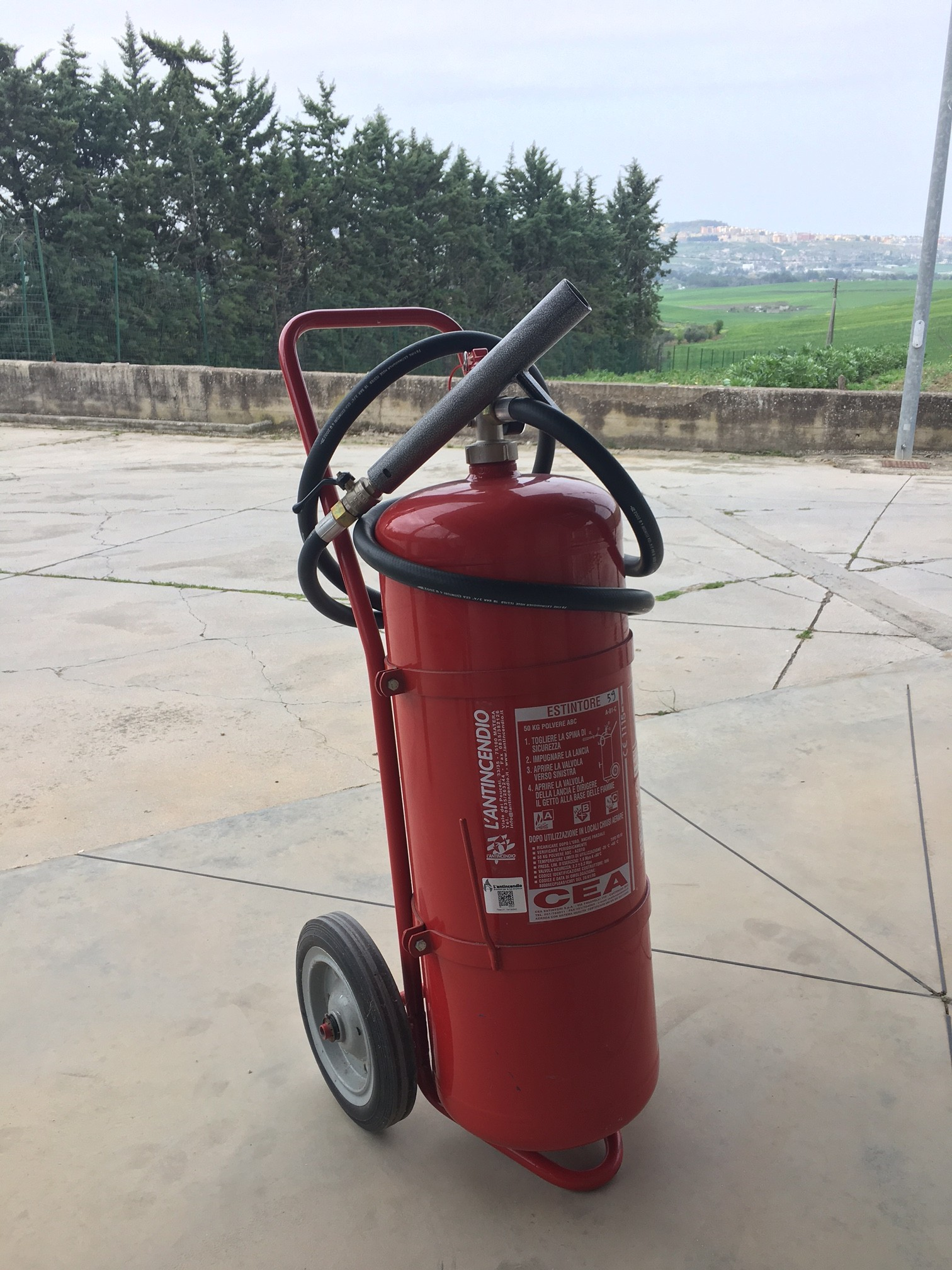
Estintore carrellato

Una caratteristica importante dell'estintore è la trasportabilità. Le cariche standard indicate più sopra devono essere compatibili con l'utilizzabilità dell'estintore; è evidente che non si può concepire un estintore di massa elevata utilizzato da un bambino o da una persona in qualche modo incapacitata. Le norme EN 3 stabiliscono una massa limite di 20 kg per gli estintori, e questi vengono pertanto definiti "estintori portatili". A tale scopo le norme obbligano a dotare gli estintori di maniglie di sollevamento per un agevole trasporto, e basi di appoggio per un sicuro deposito.
Negli ultimi anni sono stati sviluppati, per incentivarne l'utilizzo anche da parte anche di persone con menomazioni fisiche, estintori di tipo domestico dalle dimensioni ridotte e dal peso contenuto. Gli estintori di tipo domestico sono di piccole dimensioni, studiati e realizzati per essere tenuti in casa in posti facilmente raggiungibili. L'estintore domestico è un oggetto che, nonostante la sua grande utilità, non trova ancora ampia diffusione nel mercato.
Oltre il limite di 20 kg (che in pratica limita la massa della carica estinguente a 12 kg per polvere, acqua e derivati, e a 5 kg per l'anidride carbonica a causa della bombola ad alta pressione), gli estintori sono in genere dotati di ruote in grado di consentirne il movimento a spinta o traino (in genere a mano); le norme in vigore ed in preparazione ne comportano l'obbligo. Gli estintori di questo tipo vengono definiti "estintori carrellati" ed hanno massa complessiva non eccedente i 100 – 125 kg. Oltre tale valore, si provvedono in genere gli apparecchi di sistemi di traino motorizzato, realizzando in pratica dei piccoli rimorchi, spesso omologati per uso stradale.

### Classificazione per tipo di azionamento
In base al tipo di azionamento, gli estintori possono essere classificati come:
- estintori manuali: richiedono l'azionamento di dispositivi posti sull'estintore stesso o su parti ad esso collegate stabilmente;
- estintori ad azionamento remoto: possono essere comandati a distanza;
- estintori automatici: azionati dal verificarsi di particolari cause (tipicamente l'aumento di temperatura).

Gli estintori ad azionamento remoto, impiegati in genere in zone di difficile accesso, possono essere comandati tramite sistemi di tiranti e rinvii (che però ne limitano la distanza di possibile azionamento), o mediante cariche pirotecniche che, di solito, causano la rottura di dischi ciechi con conseguente espulsione dell'agente estinguente.
Gli estintori automatici intervengono autonomamente al verificarsi di particolari condizioni. La quasi totalità di questi ha sistemi di chiusura dotati di apparecchiature sensibili alle temperature; nei casi più comuni, fiale di vetro riempite da miscele di alcoli che cambiano stato fisico a temperature esattamente definite, facendo così esplodere la fialetta, oppure barrette costituite da due differenti metalli accoppiati la cui diversa dilatazione fa sì che a temperature definite queste cambino forma di scatto (bimetalli); in ambedue i casi si libera un otturatore la cui caduta consente l'espulsione, attraverso un orifizio, dell'agente estinguente.
È possibile combinare le due caratteristiche, ottenendo estintori automatici con possibilità di azionamento remoto. In tal caso, la soluzione tipica è rappresentata da una valvola con fialetta termolabile e comando per la sua rottura ad azione meccanica, tramite un percussore azionato dalla cartuccia pirotecnica e/o da un sistema a tirante.
I modelli ad azionamento remoto e/o automatico sono impiegati in zone di difficile accesso o non presidiate; ad esempio le centrali termiche ed i vani motore delle navi. Alcuni modelli sono concepiti per la protezione dei quadri elettrici, degli armadi contenenti sostanze infiammabili e dei vani motore di autovetture e mezzi pesanti. Sono obbligatori, ad esempio, sulle vetture di Formula 1.

## Normativa

### In Italia
Gli estintori sono in genere sottoposti ad approvazione di organismi ufficiali, che verificano la corrispondenza a precise norme di riferimento. Per gli estintori portatili, in Europa si applicano le norme EN 3, più volte aggiornate. In sostanza, le norme EN 3 stabiliscono che l'estintore debba avere alcune caratteristiche fondamentali:
- Identificabilità di tipo, agente estinguente, uso, efficacia, per cui richiedono la presenza di un'etichetta esplicativa che riporti i pittogrammi identificativi dei tipi di fuoco su cui l'estintore è utilizzabile, il tipo di agente estinguente e le classi ottenibili, oltre al colore rosso (RAL3000). Tali pittogrammi sono in attesa di autorizzazione da parte del CEN.[senza fonte]
- Semplicità e adattabilità d'uso, per cui l'estintore deve avere evidenti metodi di azionamento, non richiedere azioni ripetute e, oltre una certa massa, essere dotato di una manichetta che ne consente il facile brandeggiamento
- Sicurezza di esercizio, per cui tutte le parti sottoposte a pressione devono sottostare a particolari prescrizioni.
- Efficacia, per cui un estintore di massa determinata deve soddisfare delle classi di fuoco minime.

Sostanzialmente equivalenti alle norme EN 3 sono le ISO 7165, di origine statunitense, che però impongono caratteristiche e prove diverse.
Gli estintori carrellati sono meno definiti dei portatili, essendo evidentemente di uso più specialistico. Non esistono norme generali per gli estintori trainabili, salvi naturalmente gli aspetti relativi alla sicurezza dei recipienti in pressione ed eventualmente di corrispondenza alle normative dei mezzi di trasporto.
In Italia l'ultimo decreto in merito è il DM 7 gennaio 2005 - Norme tecniche e procedurali per la classificazione ed omologazione di estintori portatili di incendio, pubblicato nella Gazzetta Ufficiale della Repubblica Italiana n. 28 del 4 febbraio 2005; tramite il quale è avvenuto il recepimento della norma EN 3-7.
La manutenzione degli estintori è regolamentata dalla norma nazionale UNI 9994, la quale specifica le modalità e la frequenza minima delle varie operazioni di manutenzione. Sinteticamente, è possibile riassumere le varie fasi della manutenzione:
- Sorveglianza: misura preventiva finalizzata alla verifica della presenza, dell'integrità e dell'accessibilità dell'estintore. Viene eseguita da personale istruito presente sul posto; è un semplice esame visivo e pertanto non sostituisce le operazioni in seguito riportate, che devono essere svolte da personale abilitato e attrezzato. La sorveglianza si esegue con cadenza mensile.
- Controllo: operazione con frequenza semestrale, atta a verificare il buon funzionamento dell'apparecchio. Il controllo consiste in un esame visivo esterno dell'estintore, e nella verifica della pressione del gas propellente tramite manometro esterno certificato (estintori a pressione permanente). Gli estintori ad anidride carbonica, e le bomboline di propellente (per estintori a pressione ausiliaria), vengono verificati tramite misura del peso, poiché per vari motivi si preferisce non far riferimento alla pressione.
- Revisione: operazione atta a verificare l'efficienza e lo stato di conservazione dell'estintore e di tutti i suoi componenti, comprende la sostituzione dell'estinguente e dei dispositivi di sicurezza contro le sovrappressioni. La revisione richiede lo smontaggio del gruppo valvola e l'ispezione interna del serbatoio, in questa fase è preferibile sostituire le guarnizioni di tenuta. La frequenza dell'operazione dipende dal tipo di estinguente (schiuma o idrico: 24 mesi; polvere: 36 mesi; CO2: 60 mesi; idrocarburi alogenati: 72 mesi).
- Collaudo: verifica della stabilità del serbatoio riferita alla pressione. La frequenza dell'operazione dipende dal tipo di estintore e dalla data di costruzione: gli estintori a CO2 sono sottoposti alle direttive ISPESL per le bombole di gas compressi (collaudo decennale con punzonatura del serbatoio), tutti gli altri devono essere collaudati ogni 12 anni se il serbatoio è marchiato CE, oppure ogni 6 anni se costruiti prima dell'obbligo della marcatura CE (direttiva PED). In quest'ultimo caso si esegue il collaudo alla pressione di 3,5 MPa, nei casi precedenti si fa riferimento alla pressione di collaudo riportata sul serbatoio o bombola.

## Riconoscimento
Sugli estintori fabbricati in Italia non vi sono simboli di riconoscimento o scritte per determinare dalla distanza il tipo di estinguente contenuto (marcatura presente invece in altri paesi come ad esempio gli Stati Uniti e l'Inghilterra). In linea di massima possiamo riconoscere a distanza gli estintori dalla loro manichetta o erogatore, riportati a titolo di esempio qui sotto.

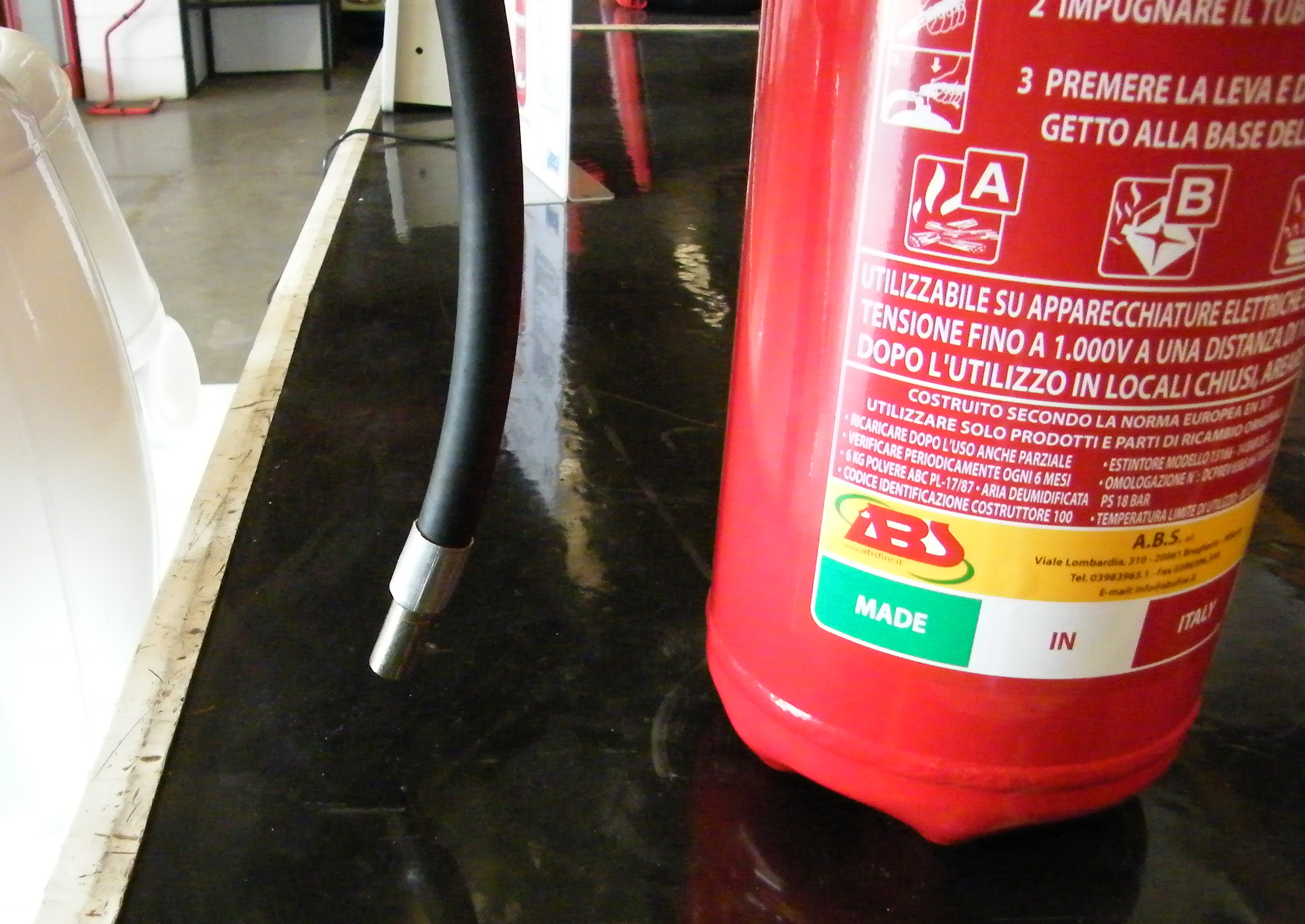
Ugello e manichetta di estintore a polvere superiore a 4 kg di estinguente
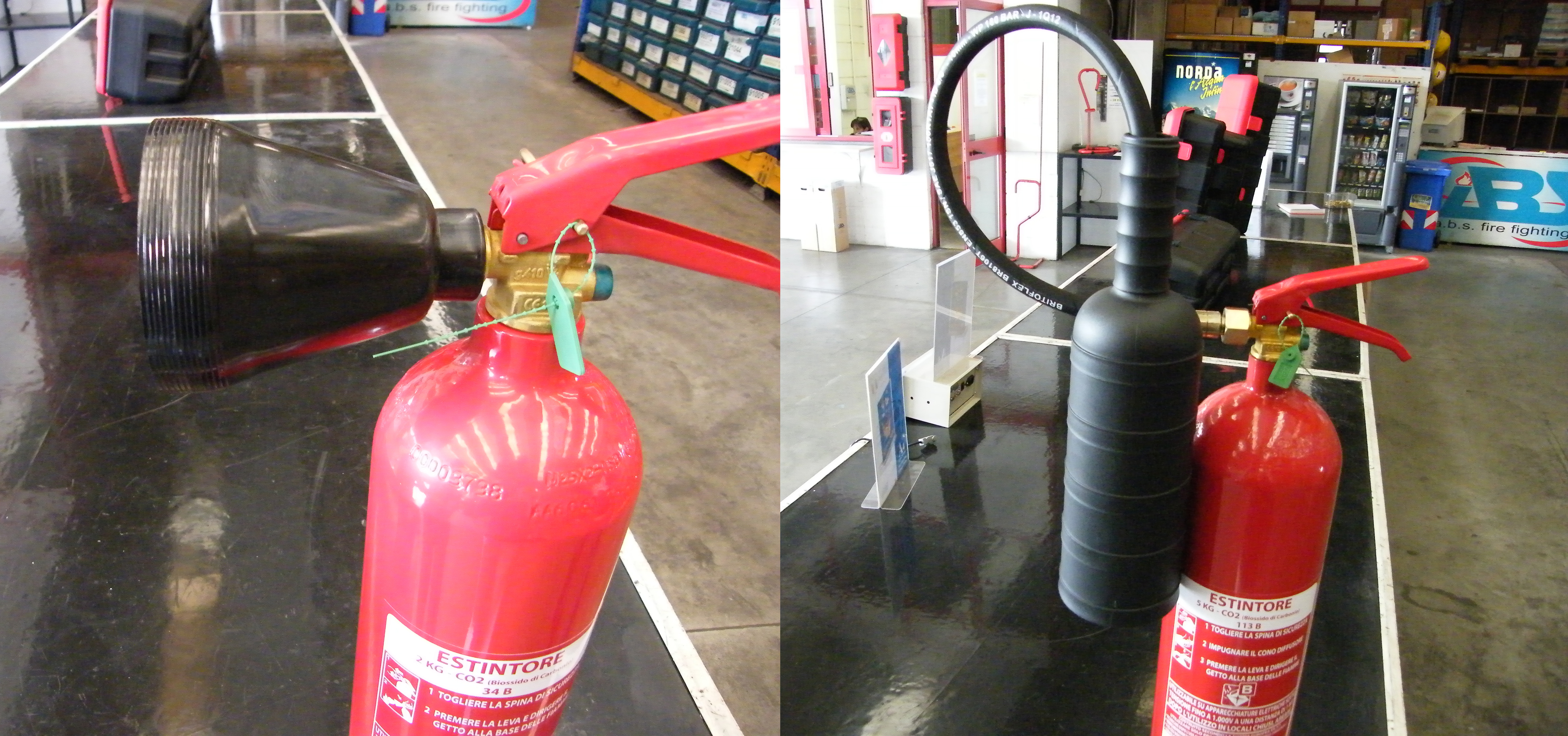
Differenze tra estintore a biossido di carbonio, a sinistra il 2 kg e a destra il 5 kg (provvisto di manichetta)
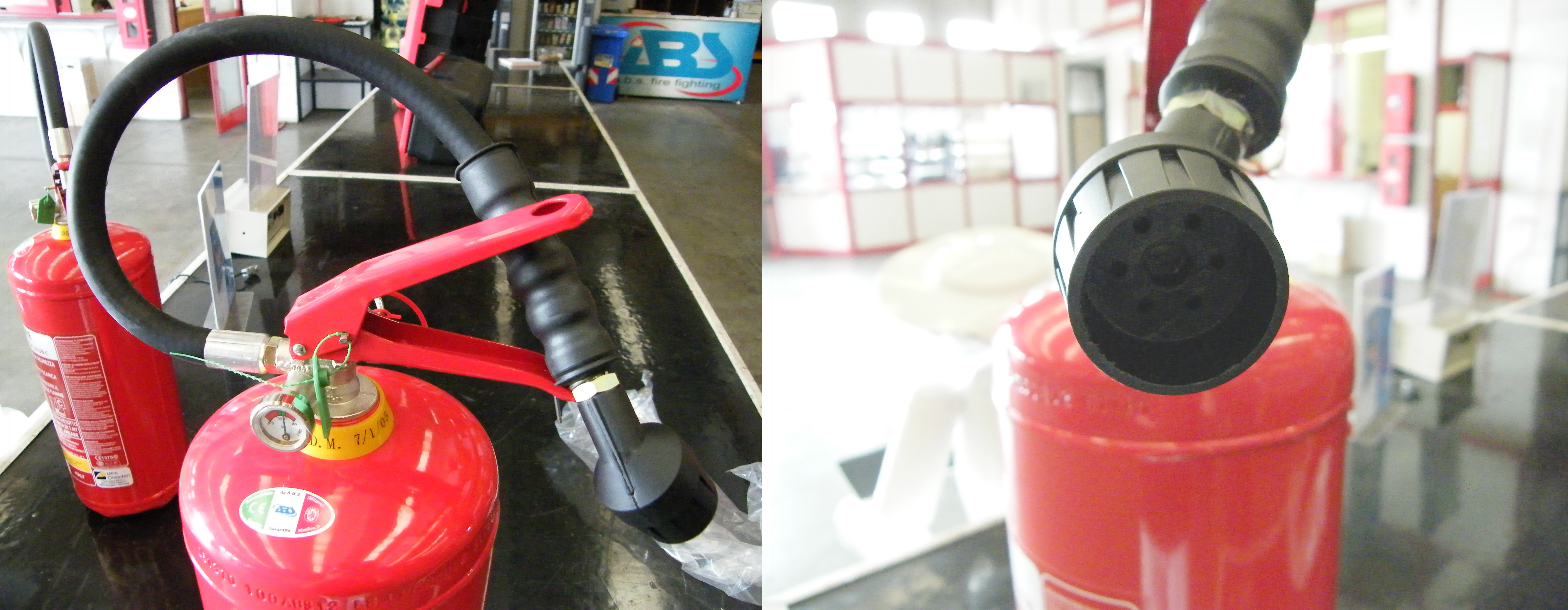
A sinistra estintore idrico, a destra dettaglio della "doccetta" dello stesso
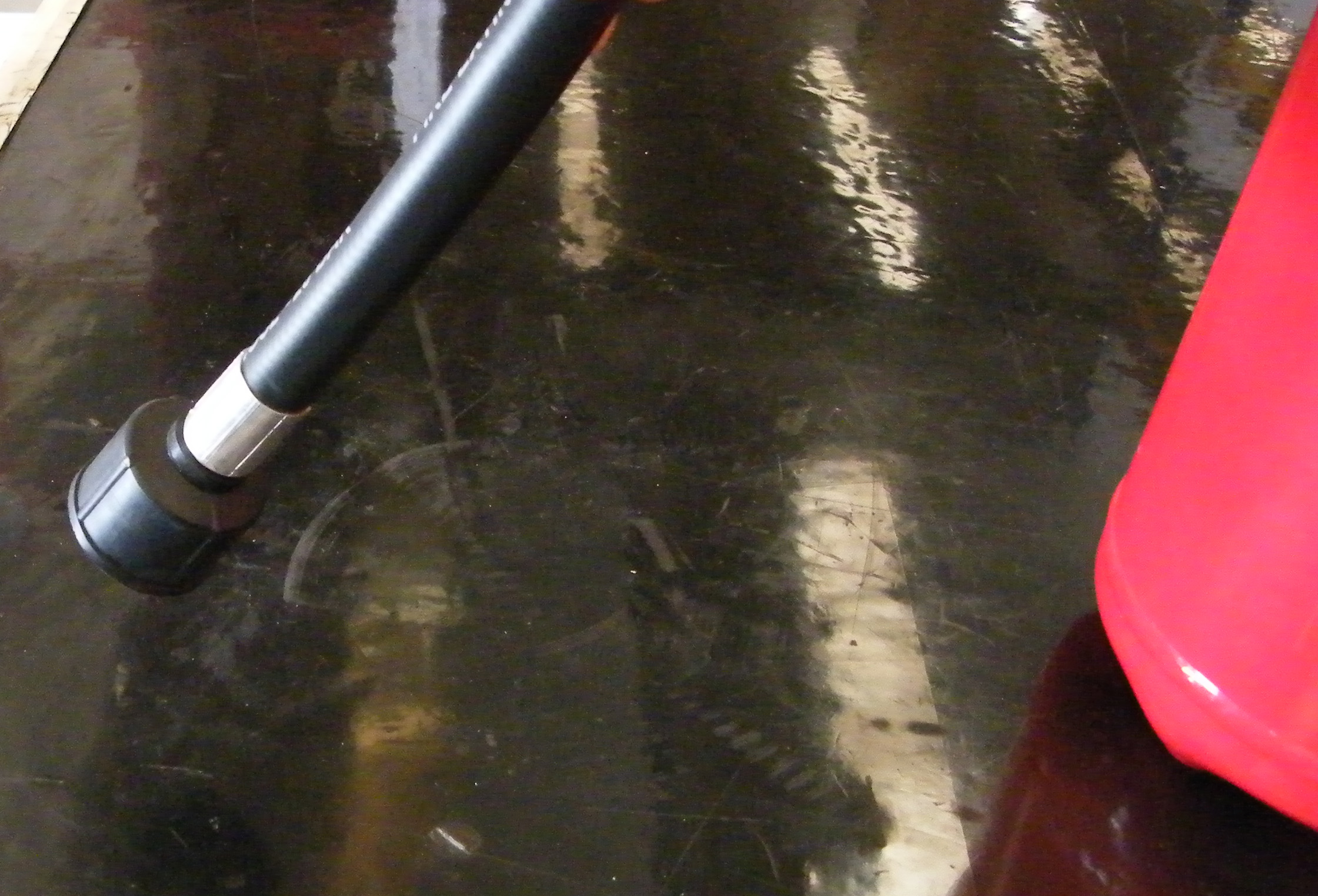
Dettaglio di manichetta con doccetta di estintore HFC (halon ecologico)
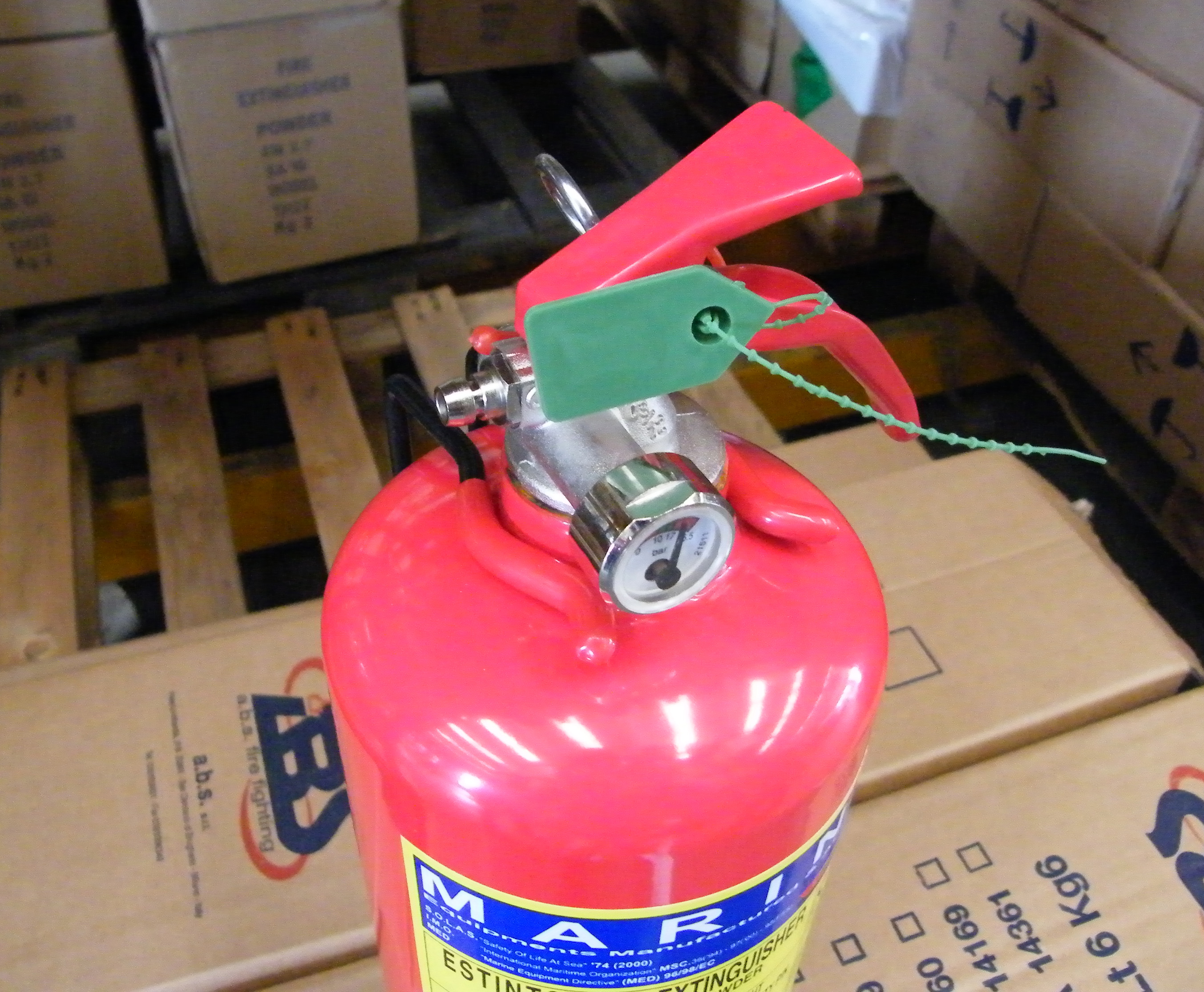
Manometro, sicura, leva di azionamento e ugello di estintore a polvere (2 kg, simile a quello da 1 kg)
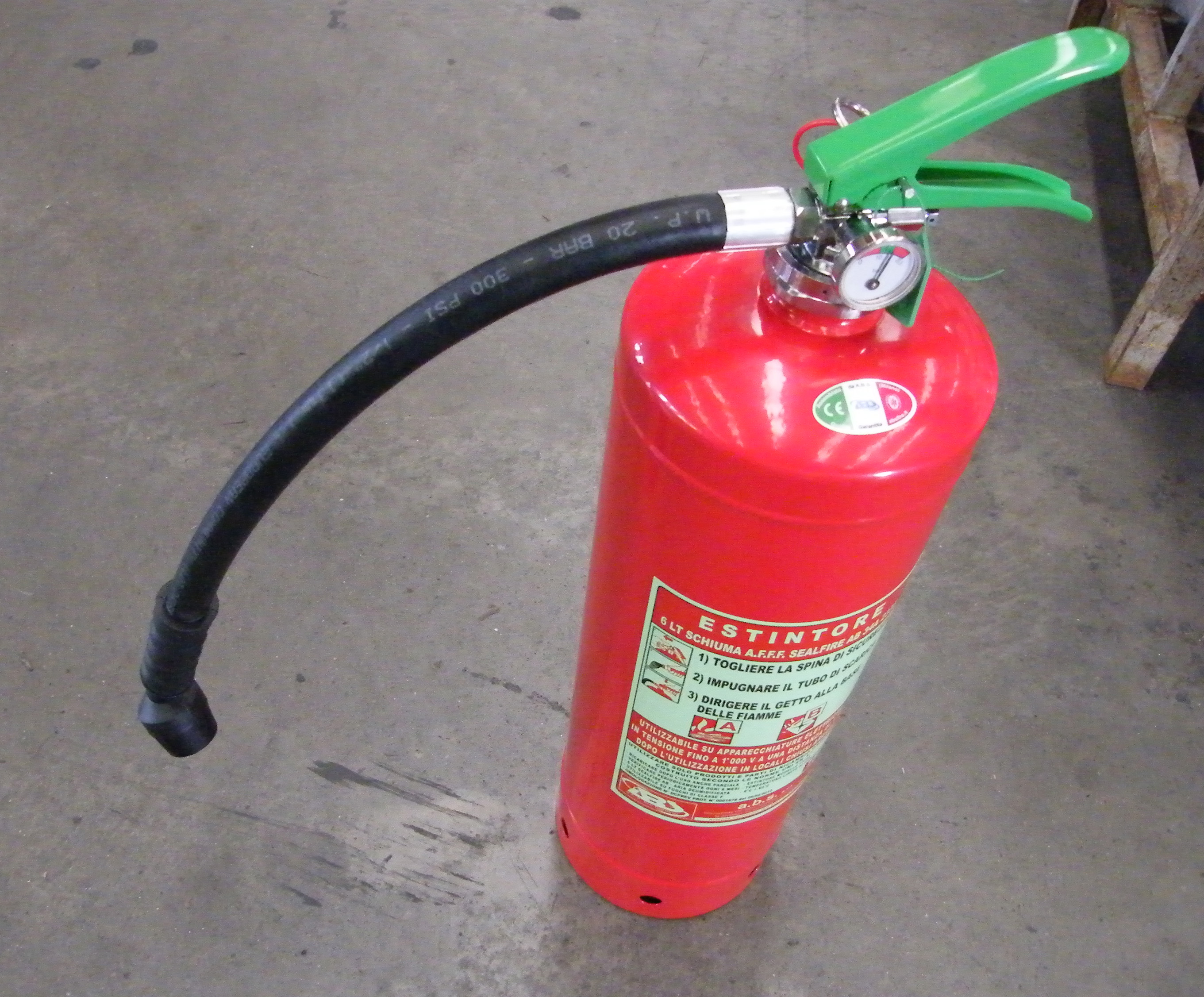
Estintore a schiuma per ambienti speciali, con leva di azionamento verde ed etichetta fluorescente

Negli Stati Uniti non esiste uno standard ufficiale per il colore degli estintori, sebbene siano solitamente rossi, fatta eccezione per gli estintori di classe D che sono solitamente gialli, gli estintori ad acqua e a liquido di classe K che sono solitamente argentati, e gli estintori a nebbia d'acqua che sono solitamente bianchi.